# Science Digest
Science Digest [ˌsaɪəns ˈdaɪdʒɛst] (engl. für Extrakt der Wissenschaften) war ein monatliches US-amerikanisches Magazin, das von der Hearst Corporation zwischen 1937 und 1986 herausgegeben wurde. Zielgruppe des Magazins waren Personen mit einem High-School-Abschluss. Es enthielt kurze Berichte über naturwissenschaftliche Themen, häufig eine Zusammenfassung anderer Publikationen in Form des Reader’s Digest. Zu den bekanntesten Autoren, die in Science Digest veröffentlichten, zählt die Umweltaktivistin Rachel Carson.
Im November 1980 wurde der Stil des Magazins geändert. Zielgruppe waren nun Personen, die mindestens einen College-Abschluss aufwiesen. Das Magazin kam alle zwei Monate heraus und hatte eine Auflage von 500.000 Exemplaren. Für diese Zielgruppe gab es allerdings bereits zwei andere Magazine. Das Magazin wurde 1986 eingestellt.